# Portal de l'antic Molí de Malars
El Portal de l'antic Molí de Malars és una obra de Gurb (Osona) inclosa a l'Inventari del Patrimoni Arquitectònic de Catalunya.

## Descripció
Portal de l'antic molí draper i blader de Malars. És d'arc convex i està format per dovelles de pedra esculturades a la part de l'arc.
En elles hi observen diversos tipus de moles, distribuïdes simètricament de manera que les tres d'un costat són iguals que les del costat oposat. Les dels extrems es troben un xic deteriorades degut a l'assalinament de la pedra. La dovella central presenta un element vegetal i la data en què es feu el molí. El nom del propietari també hi és esculturat de manera que hi ha una lletra a cada dovella. Per la poca alçada que presenta el portal deduïm que deuria ser més alt, per tant s'ha apujat el nivell del sòl. L'estat de conservació és mitjà.

## Història
Les primeres notícies de Malars daten del 1521, en què la batllia general de Catalunya feu en aquest indret un establiment per edificar un casal moliner, blader i draper. El 1779, el pagès de Vic Josep Molas n'aconseguí l'establiment per emfiteusi. El portal duu el nom de Josep Molas i la data de 1780. L'any 1827 Gaspar Molas demanava permís per a fer servir el Ter per a moure màquines. Més tard la gent es començà a aplegar entorn de l'antic molí fins que es creà la colònia amb cases per als obrers. El molí roman abandonat enmig de les cases però la llinda deixa constància de l'establiment d'en Josep Molas.